# Юліус Ледерер
Юліус Ледерер (нім. Julius Lederer, 28 червня 1821, Відень — 30 квітня 1870, там же) — австрійський ентомолог.
Основним заняттям Ледерера у Відні була торгівля.
Він був збирачем метеликів і з цією метою здійснював поїздки в Штирію, Шарію, Карінтію, на Іспанію, на Балкани, в Малу Азію і Ліван Крім того, він також описав колекції інших ентомологів (напр, Алберт Кіндермана (1810—1860) з Алжиру та Сибіру та Йозефу Хаберхауера (1828—1902) з Кавказу). Він став одним із засновників ентомологічного щомісячника.
Його колекція перейшла після його смерті Отто Штаудінгеру.
Він вперше описав вид лускокрилих Celonoptera mirificari (1862 р.) (його екземпляр був із Сицилії, але цей вид зустрічається також у Греції).
Праці
- Beitrag zur Schmetterlings-Fauna von Cypern, Beirut und einem Theile Klein-Asiens, Wien 1855, Biodiversity Heritage Library